# Annapolis Symphony Orchestra
L'Annapolis Symphony Orchestra (ASO), con sede ad Annapolis, nel Maryland, è operativa dal 1962. Il suo fondatore fu Kenneth W. Page, un rispettato leader cittadino nell'area di Annapolis negli anni '60, che fu anche direttore musicale del Banda della scuola superiore di Annapolis. L'ASO ha ospitato ospiti come il violinista cubano Guillermo Perch e Charlie Byrd. Ha ispirato il compositore David Ott a creare l'Annapolis Overture, che fu eseguita in anteprima nel 1993. José-Luis Novo è il direttore musicale dalla stagione 2005-2006.
Per 50 anni l'Annapolis Symphony Orchestra è stata la principale organizzazione di arti dello spettacolo nella capitale del Maryland. Costituita nel 1962 l'ASO comprende ora 70 musicisti professionisti che eseguono una varietà di musica sinfonica per il pubblico di tutte le età. È la più grande organizzazione artistica nella contea di Anne Arundel. Attualmente l'ASO produce e presenta cinque concerti della Lexus Classic Series, quattro concerti Education, due concerti Family, un concerto Holiday Pops e un concerto gratuito al Park Community Concert. I Pops in the Park e due concerti congiunti con la United States Naval Academy portano l'ASO all'attenzione di migliaia di nuovi membri del pubblico ogni anno. L'ASO sponsorizza numerosi programmi di educazione e sensibilizzazione premiati nelle scuole della comunità, raggiungendo migliaia di bambini delle scuole di diversa estrazione. Con un budget di $ 1 milione all'anno, l'ASO è governata da un Consiglio di fondazione volontario di 25 membri e gestito da uno staff professionale di cinque dipendenti a tempo pieno e guidato dal famoso direttore musicale, José-Luis Novo. I precedenti direttori musicali sono stati Leslie Dunner (1998-2003), Gisele Ben-Dor (1991-1997), Peter Bay (1983-1990) e Leon Fleisher (1970-1982).